# Lijst van personages uit The Simpsons

Stamboom van de familie Simpson

Dit is een lijst van fictieve personages uit de animatieserie The Simpsons. De personages op deze lijst zijn personages binnen de fictieve wereld van de Simpsons, ofwel fictieve personages. Zij zijn voor zowel de kijker als de personages in de serie zelf fictief.

## Amendment 2B
Zingt een parodie op het jaren 70 Schoolhouse Rock educatieve nummer "I'm Just A Bill" in "The Day the Violence Died". Zijn stem wordt gedaan door Jack Sheldon.

## Barney
Barney the Dinosaur verscheen in twee afleveringen. In "Rosebud" kijkt Homer naar de Barney show en Barney drones. In "The Joy of Sect" gebruikt Barney een lied om kinderen loyaal te maken aan “de leider”.

## Big Bird
Big Bird verscheen in de aflevering "Missionary: Impossible", waarin Homer de Public Broadcasting Service oplicht, en vervolgens door een hoop fictieve personages wordt achtervolgd.

## Bender
Bender uit de serie Futurama verscheen in de aflevering "Missionary: Impossible". Tevens was hij een van Barts hallucinaties in "Bart vs. Lisa vs. The Third Grade", en had hij een sprekende rol (stem van John DiMaggio) in "Future-Drama". Verder deed hij mee in "My Big Fat Geek Wedding" als een Bender pop van Milhouse.

## Elmo
Elmo verscheen in de afleveringen "Missionary: Impossible"en "Bart-Mangled Banner". Verder verscheen hij als een Tickle Me Elmo pop in een paar andere afleveringen.

## Fallout Boy
Fallout Boy is een superheld uit de stripserie Radioactive Man. Hij is het hulpje van Radioactive Man, en daarmee een parodie op Robin.
Fallout Boy verscheen ook in de echte Radioactive Man stripserie.
In de aflevering Radioactive Man werd Milhouse gecast voor de rol van Fallout Boy in de Radioactive Man film die zou worden opgenomen in Springfield.

## Itchy & Scratchy
Twee zeer gewelddadige tekenfilmfiguren die duidelijk een parodie zijn op Tom & Jerry. Ze komen voor in tekenfilmpjes van de Krusty the Klown Show.

## Magere Hein
Magere Hein verscheen in het verhaal "Reaper Madness" van "Treehouse of Horror XIV". Hij kwam naar het huis van de Simpsons om Bart Simpson te halen, maar Homer kwam tussenbeide en vermoordde Magere Hein met een bowlingbal. Hierop werd Homer zelf de nieuwe Magere Hein.

## Malibu Stacy
Malibu Stacy is een pop speciaal voor jonge meisjes, en vergelijkbaar met (ongetwijfeld bedoeld als parodie op) de barbiepop. Waylon Smithers bezit de grootste collectie Malibu Stacy poppen ter wereld.
Stacy werd ontworpen door Stacy Lovell, en haar leven is gebaseerd op dat van haar maker.

## McBain
McBain is een actieheld uit een reeks films. Hij wordt gespeeld door de acteur Rainier Wolfcastle, een parodie op Arnold Schwarzenegger en diens filmpersonages. De McBain films bevatten veel actiefilm clichés, zoals een politieagent die net voor zijn pensioen wordt neergeschoten en veel one-liner grappen.

## McGarnagle
Een personage uit een televisieserie die dient als parodie op het stereotype van de “keiharde agent” in actiefilms. McGarnagle is in gedrag, stem en geweld gelijk aan Clint Eastwoods personage Dirty Harry.

## MacGyver
Patty en Selma Bouvier zijn beide fans van MacGyver. Vooral Selma zou niet zonder de serie kunnen.

## Mr. Peabody en Sherman
Mr. Peabody (een enorm slimme hond) en Sherman (zijn "huismens") zijn twee fictieve personages uit de televisieserie Rocky and Bullwinkle. Ze hebben tweemaal een cameo in "Treehouse of Horror V" in het filmpje "Time and Punishment".

## Mr. Sparkle
Mr. Sparkle is de mascotte van een Japans wasmiddelmerk voor afwasmachines. Het personage lijkt zeer sterk op Homer, wat voor veel verwarring zorgde in de "In Marge We Trust". Homer dacht dat het bedrijf zijn beeltenis had gestolen, maar later bleek dat Mr. Sparkle was gemaakt door een vis en een gloeilamp te combineren, en dus niets met Homer te maken had.

## Oscar the Grouch
Oscar verscheen tweemaal in The Simpsons, maar werd nooit bij zijn naam genoemd. De eerste keer was in "Trash of the Titans" gedurende het lied "The Garbage Man". De tweede keer was in "Missionary: Impossible".

## Ozmodiar
Ozmodiar is een parodie op the Great Gazoo uit The Flintstones, en kan alleen door Homer worden gezien. Toch praatte hij ook even met Bart en Lisa in HOMR, en ook heel even met Troy Mcclure in the Simpsons spin-off showcase.

## Poochie
Een tekenfilmhond die tijdelijk werd toegevoegd als derde personage voor The Itchy and Scratchy Show. Zijn stem werd gedaan door Homer Simpson. Het personage was niet populair en verdween al snel weer. In seizoen 10 skate hij door de straten van Springfield maar al gauw wordt hij overreden.

## Radioactive Man
Radioactive Man is een superheld uit een gelijknamige stripreeks, waar Bart en Milhouse fans van zijn.

## The Seven Duffs
De Seven Duffs zijn personages uit het attractiepark Duff Gardens. Ze zijn een parodie op de zeven dwergen uit Disneys Snow White and the Seven Dwarfs. Hun namen zijn Tipsy, Queasy, Surly, Sleazy, Edgy, Dizzy en Remorseful.

## Stupid Chief
Een politiechef die meedoet in zowel de McGarnagle show als de McBain films. Hij is een parodie op het stereotype politiechefs in films en series.

## Tipsy McStagger
Tipsy McStagger is een mascotte van een gelijknamige corporatie die het recept van Moe Szyslaks nieuwste drankje wilde stelen in de aflevering Flaming Moe's.
Homer Simpson · Marge Simpson · Bart Simpson · Lisa Simpson · Maggie Simpson · Abraham Simpson · Patty en Selma Bouvier · Jacqueline Bouvier · Mona Simpson · Santa's Little Helper · Snowball II · Familie Bouvier
Jasper Beardley · Comic Book Guy · Eddie en Lou · Maude Flanders · Ned Flanders · Professor Frink · Barney Gumble · Julius Hibbert · Lionel Hutz · Eerwaarde Lovejoy · Kapitein Horatio McCallister · Hans Moleman · Bleeding Gums Murphy · Apu Nahasapeemapetilon · Mayor Joe Quimby · Dr. Nick Riviera · Agnes Skinner · Cletus Spuckler · Squeaky Voiced Teen · Disco Stu · Moe Szyslak · Kirk Van Houten · Luann Van Houten · Chief Clancy Wiggum
Gary Chalmers · Rod en Todd Flanders · Jimbo Jones · Kearney · Edna Krabappel · Otto Mann · Nelson Muntz · Martin Prince · Seymour Skinner · Milhouse Van Houten · Ralph Wiggum · Groundskeeper Willie · andere studenten
Montgomery Burns · Carl Carlson · Lenny Leonard · Waylon Smithers
Itchy en Scratchy · Kent Brockman · Krusty de Clown · Troy McClure · Rainier Wolfcastle · Radioactive Man
Snake · Kang & Kodos · Sideshow Bob · Fat Tony
Treehouse of Horror
Bart vs. the World · Bart Simpson's Escape from Camp Deadly · The Simpsons Arcadespel · Bart vs. the Space Mutants · Bart's House of Weirdness ·Bart vs. The Juggernauts · Krusty's Fun House · Bartman Meets Radioactive Man · Bart's Nightmare · The Itchy and Scratchy Game · Virtual Bart · Bart and the Beanstalk · Itchy & Scratchy in Miniature Golf Madness · Cartoon Studio · Virtual Springfield · Night of the Living Treehouse of Horror · Bowling · Wrestling · Road Rage · Skateboarding · Hit & Run · The Simpsons Game · The Simpsons: Tapped Out
The Simpsons · The Simpsons Pinball Party
Strips: Simpsons Comics · Bart Simpson serie · Itchy & Scratchy Comics · Bart Simpson's Treehouse of Horror · Futurama/Simpsons Infinitely Secret Crossover Crisis
Tijdschrift: Simpsons Illustrated
Boeken: Bart Simpson's Guide to Life · Family Album · Library of Wisdom · Complete Guides · Planet Simpson · The Simpsons and Philosophy
Actiefiguurtjes: World of Springfield
The Simpsons Movie
Bankgrap ·
Canyonero · 
D'oh! · 
Duff Beer · 
Schoolbordgrap · 